# Kanton Bergues
Kanton Bergues (francouzsky Canton de Bergues) je francouzský kanton v departementu Nord v regionu Nord-Pas-de-Calais. Tvoří ho 13 obcí.

## Obce kantonu
- Armbouts-Cappel
- Bergues
- Bierne
- Bissezeele
- Crochte
- Eringhem
- Hoymille
- Pitgam
- Quaedypre
- Socx
- Steene
- West-Cappel
- Wylder